# Motorbootracen

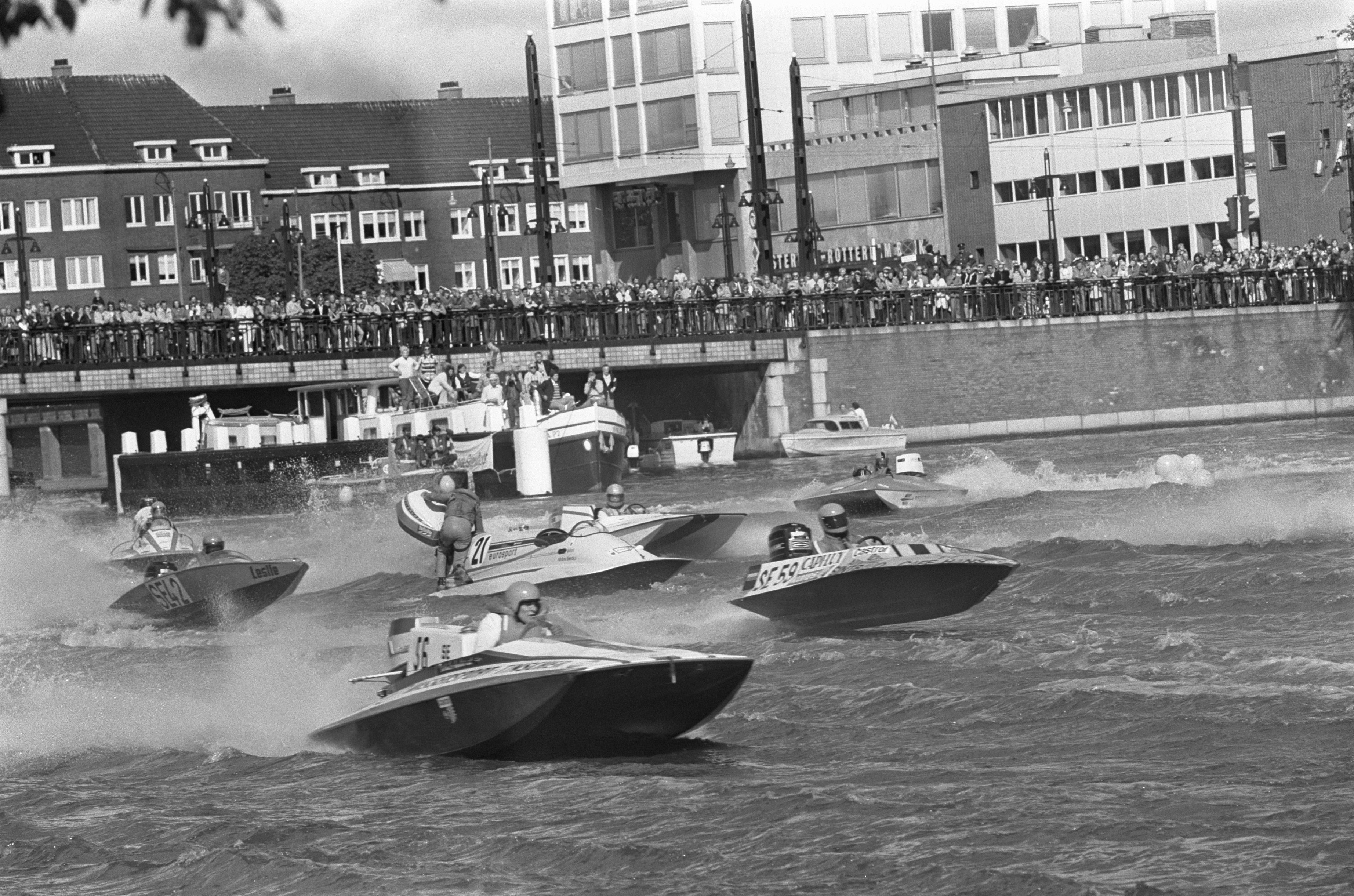
Drie uren van Amsterdam in 1972

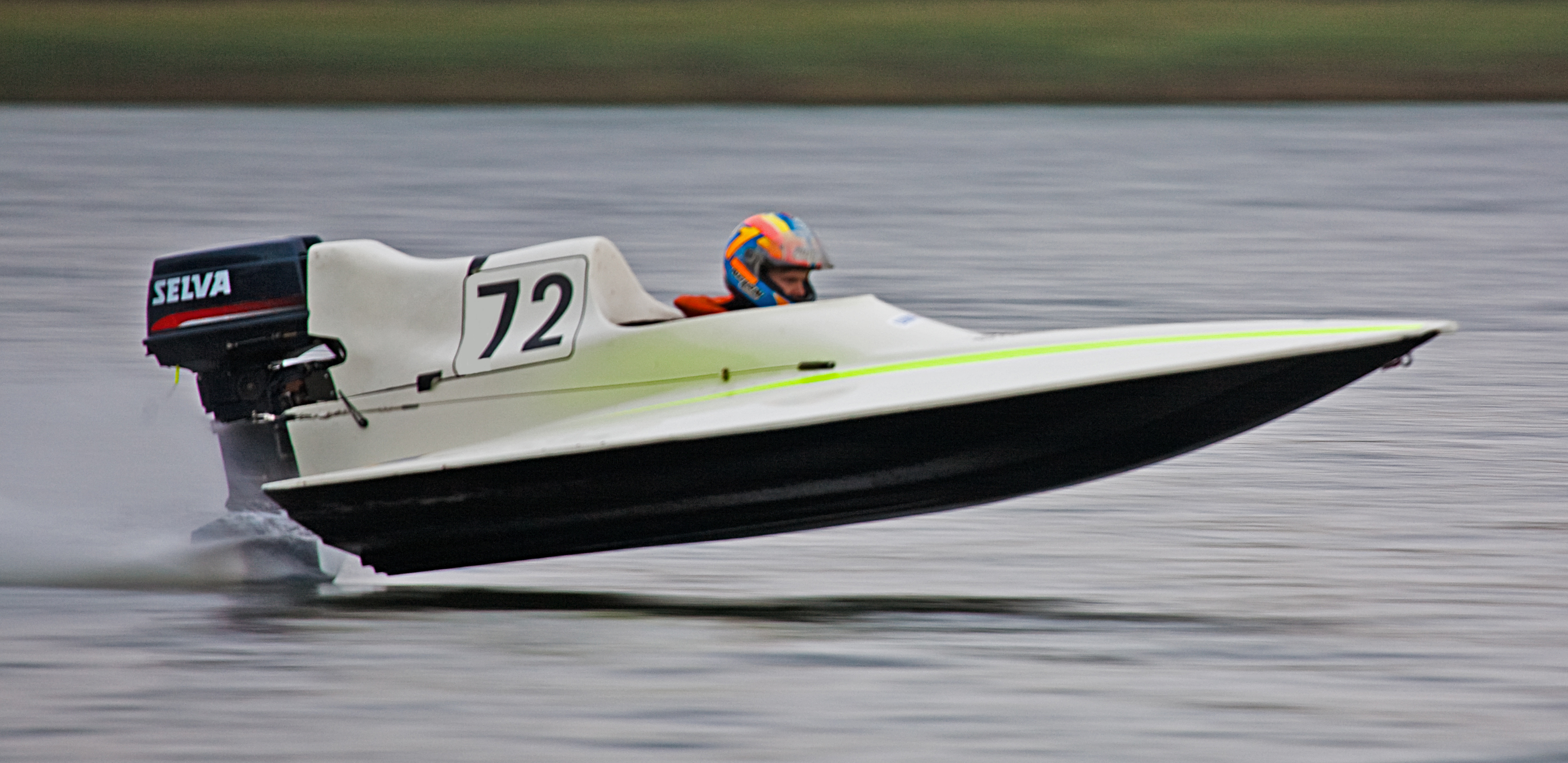
Motorbootrace

Motorbootracen is een sport waarin motorboten, of andere vaartuigen, racen op het water. In 1908 stond de sport eenmalig op het programma van de Olympische Zomerspelen. Tegenwoordig zijn er diverse racesklasses, waaronder het Formule 1 Powerboat Wereldkampioenschap en Dragboat Racing, een vorm van dragrace op het water. 

## Bekende powerboatracers
- Stefano Casiraghi
- Patrick Huybreghts
- Didier Pironi
- Cees van der Velden
- Mike Zamparelli